# جون فوستر (رسام)
جون فوستر (بالإنجليزية: Jon Foster)‏ هو رسام أمريكي، ولد في 5 مايو 1941.